# هيدروكسيد الكادميوم
 هيدروكسيد الكادميوم  عبارة عن مركب كيميائي له الصيغة Cd(OH)2، ويكون على شكل بلورات بيضاء.

## الخواص
- يعد مركب هيدروكسيد الكادميوم عملياً غير منحل في الماء، لكنه ينحل في الأحماض المعدنية المختلفة مشكلاً الأملاح الموافقة، حيث ينحل في كل من حمض الهيدروكلوريك وحمض الكبريتيك وحمض النتريك ليعطي كلوريد الكادميوم وكبريتات الكادميوم ونترات الكادميوم على الترتيب.
- يتميز هيدروكسيد الكادميوم بكونه أكثر قاعدية من هيدروكسيد الزنك، ويشكل المعقد الأنيوني 2-Cd(OH)4 عند إضافة كمية فائضة من محلول هيدروكسيد الصوديوم. كما يشكل معقدات مع أنيونات السيانيد والثيوسيانات والأمونيوم.
- يتبلور هيدروكسيد الصوديوم على نمط البروسيت.[3]

## التحضير
يحضر هيدروكسيد الكادميوم من حل ملح من الأملاح الكادميوم في في محلول قلوي مثل هيدروكسيد الصوديوم ثم بإجراء عملية تبلور:
CdCl2 + 2 NaOH → Cd(OH)2 + 2 NaCl

## الاستخدامات
- يتشكل هيدروكسيد الكادميوم في المصعد في بطارية نيكل-كادميوم أثناء عملية الشحن والتفريغ.
- يستخدم في عمليات الطلي بالكادميوم.
- يستخدم لتحضير مركبات الكادميوم الأخرى.